# Caratê nos Jogos Europeus de 2015 - Até 61 kg feminino
A competição feminina até 61 kg do caratê nos Jogos Europeus de 2015 foi realizada no Baku Crystal Hall em 13 de junho de 2015.

## Calendário
Horário de verão do Azerbaijão (UTC+5).
| Data        | Horário | Fase                |
| ----------- | ------- | ------------------- |
| 13 de junho | 10:00   | Fase qualificatória |
| 13 de junho | 15:30   | Semifinal           |
| 13 de junho | 17:00   | Final               |

## Medalhistas
| Ouro   | FRA Lucie Ignace |
| Prata  | TUR Lucie Ignace |
| Bronze | CRO Ana Lenard   |

## Resultados

### Fase qualificatória

#### Grupo A
| Atleta                  | J | V | E | D | Pontos | Pontos | Pontos |
| Atleta                  | J | V | E | D | GP     | GC     | Dif    |
| ----------------------- | - | - | - | - | ------ | ------ | ------ |
| FRA Lucie Ignace        | 3 | 2 | 1 | 0 | 5      | 0      | +5     |
| SLO Tjasa Ristic        | 3 | 1 | 2 | 0 | 8      | 1      | +7     |
| BEL Nele De Vos         | 3 | 1 | 0 | 2 | 1      | 9      | -8     |
| ESP Irene Colomar Costa | 3 | 0 | 1 | 2 | 1      | 5      | -4     |

|                         | Placar |                         |
| ----------------------- | ------ | ----------------------- |
| FRA Lucie Ignace        | 0-0    | SLO Tjasa Ristic        |
| ESP Irene Colomar Costa | 0–1    | BEL Nele De Vos         |
| FRA Lucie Ignace        | 2–0    | BEL Nele De Vos         |
| ESP Irene Colomar Costa | 1–1    | SLO Tjasa Ristic        |
| SLO Tjasa Ristic        | 7–0    | BEL Nele De Vos         |
| FRA Lucie Ignace        | 3–0    | ESP Irene Colomar Costa |

#### Grupo B
| Atleta                 | J | V | E | D | Pontos | Pontos | Pontos |
| Atleta                 | J | V | E | D | GP     | GC     | Dif    |
| ---------------------- | - | - | - | - | ------ | ------ | ------ |
| TUR Merve Coban        | 3 | 2 | 1 | 0 | 4      | 1      | +3     |
| CRO Ana Lenard         | 3 | 1 | 2 | 1 | 6      | 0      | +6     |
| SRB Ingrida Suchankova | 3 | 0 | 2 | 1 | 2      | 4      | -2     |
| AZE Farida Abiyeva     | 3 | 0 | 1 | 2 | 3      | 10     | -7     |

|                        | Placar |                        |
| ---------------------- | ------ | ---------------------- |
| CRO Ana Lenard         | 0–0    | TUR Merve Coban        |
| SRB Ingrida Suchankova | 2–2    | AZE Farida Abiyeva     |
| CRO Ana Lenard         | 6–0    | AZE Farida Abiyeva     |
| SRB Ingrida Suchankova | 0–2    | TUR Merve Coban        |
| TUR Merve Coban        | 2–1    | AZE Farida Abiyeva     |
| CRO Ana Lenard         | 0–0    | SRB Ingrida Suchankova |

## Finais
|  | Semifinais       | Semifinais      |   |                | Final               | Final |  |
|  |                  |                 |   |                |                     |       |  |
|  |                  |                 |   |                |                     |       |  |
|  | FRA Lucie Ignace | 1               |   |                |                     |       |  |
|  | CRO Ana Lenard   | 0               |   |                |                     |       |  |
|  |                  |                 |   |                |                     |       |  |
|  |                  |                 |   |                |                     |       |  |
|  |                  |                 |   |                | FRA Lucie Ignace    | 1     |  |
|  |                  | TUR Merve Coban | 1 |                |                     |       |  |
|  |                  |                 |   |                |                     |       |  |
|  |                  |                 |   |                |                     |       |  |
|  |                  |                 |   |                | Disputa pelo bronze |       |  |
|  |                  |                 |   |                |                     |       |  |
|  | SLO Tjasa Ristic | 0               |   | CRO Ana Lenard | 6                   |       |  |
|  | TUR Merve Coban  | 6               |   |                | SLO Tjasa Ristic    | 0     |  |